# Norges kommuner

Norges kommuner 2012.

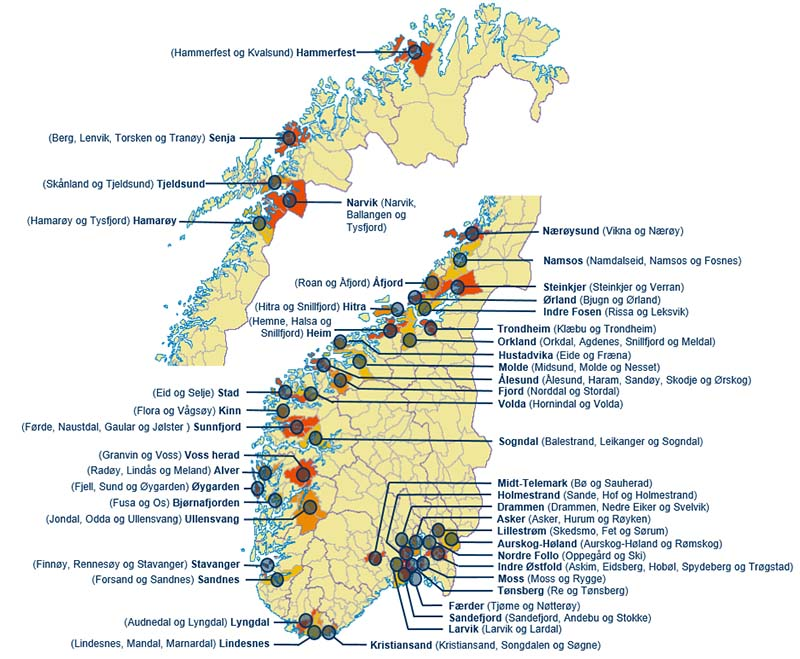
Norges kommuner 2020.

Norges kommuner är 357 till antalet (2024). De täcker hela Fastlands-Norge, medan Jan Mayen och  Svalbard utgör kommunfria områden. Dock har Longyearbyen på Svalbard sedan 2004 en kommunliknande administration kallad lokalstyre.
Utöver de 357 primärkommunerna finns även 15 fylken, vilka motsvarar de svenska länen. I varje fylke finns en fylkeskommun som motsvarar regionerna i Sverige. Oslo kommun fyller funktion som såväl primär- som fylkeskommun.

## Uppgifter
Till kommunernas huvuduppgifter hör barnomsorg, grundskola, primärvård, hemsjukvård, samhällsplanering och tekniska tjänster.

## Administration
Alla kommuner har samma status och styrs i enlighet med Kommuneloven från 1992. Högsta beslutande organ är kommunestyret (kommunfullmäktige) som väljs vart fjärde år, och skall ha mellan 11 och 85 ledamöter (alltid ett ojämnt antal).

## Historia
Den 1 januari 1838 delades Norge in i 392 formannskapsdistrikt, varav 37 städer och resten landsbygdsdistrikt. Dessa kom senare att kallas bykommuner (stadskommuner) respektive herredskommuner (landskommuner). Antalet kommuner var i begynnelsen betydligt mindre än i till exempel Sverige. Man valde här att inte utgå från de enskilda socknarna utan indelningen baserades på prestegjeld, som vanligen utgjordes av fler socknar. Detta gjorde möjligen att behovet av genomgripande rikstäckande kommunreformer inte varit lika stort som i Danmark och Sverige. Antalet kommuner är således i dag bara något färre än det var 1838. Dock har antalet kraftigt reducerats sedan toppåret 1930, då Norge hade 747 kommuner. År 1964 upphörde cirka en tredjedel av landets dåvarande kommuner genom sammanläggningar. Sedan år 2020 är antalet 356.
Genom 1992 års kommunallagar avskaffades de sista administrativa skillnaderna mellan stads- och landskommuner.

## Pågående kommunreform
2015 antog Stortinget en lag om en omfattande kommunreform.